# Sahara, terre féconde
Pour plus de détails, voir Fiche technique et Distribution.
Sahara, terre féconde est un court métrage documentaire français réalisé par Félix Dufays, sorti en 1933.

## Synopsis
La participation des Pères blancs à la « pacification » de l'Algérie depuis 1840.

## Fiche technique[1]
- Titre : Sahara, terre féconde
- Réalisation : Félix Dufays
- Supervision : Jacques de Baroncelli
- Scénario : Félis Dufays et Jacques de Baroncelli (adaptation)
- Son : H. A. Pierce
- Musique : Robert Darcy
- Montage : Simone Abry
- Production : Productions des Pères Blancs
- Pays d'origine :  France
- Genre : Documentaire
- Durée : 55 minutes
- Date de sortie : 1933